# 本町 (廿日市市)
本町（ほんまち）は、広島県廿日市市の地名。郵便番号は738-0015。住居表示実施済み。

## 地理
廿日市地域に属する。全体が平地である。北・北西の廿日市・須賀・可愛との境界に国道2号（宮島街道）が通り、南西の下平良との境界に可愛川が流れる。東と南は住吉に接する。

## 交通

### 道路
国道2号（宮島街道）

### 鉄道
鉄道は通っていない。最寄り駅は広電廿日市駅または廿日市市役所前（平良）駅。JRでは廿日市駅。

## 施設

### 公共
- 廿日市警察署
- 廿日市商工保健会館・交流プラザ

### 医療
- 江川レディースクリニック
- 宮河小児科医院
- 勝谷医院
- 佐伯地区医師会

### 商業
- ジュンテンドー廿日市店
- セブンイレブン廿日市本町店
- 丸亀製麺廿日市店

### 教育
- 廿日市市立廿日市小学校

### その他
- ノーサイ西部廿日市支所

### かつて存在した施設
- 廿日市市役所
- 広島銀行廿日市支店

## 人口・世帯数
2024年7月1日時点の人口は805人、世帯数は386。

## 歴史
昭和初期に廿日市町役場が移転してきた。その後1997年に下平良に移転するまで廿日市市役所が所在していた。

## 出身人物
- 清古尊 - 著作者。手形コレクター。